# RNA-Polymerase I
Die RNA-Polymerase I (auch Pol I genannt) ist in höheren Eukaryoten die Polymerase, die nur die ribosomale RNA (rRNA) transkribiert (nicht aber die 5S rRNA, die von der RNA-Polymerase III synthetisiert wird), eine Art von RNA, die mehr als 50 % der gesamten in einer Zelle synthetisierten RNA ausmacht.

## Struktur und Funktion
Pol I ist ein 590 kDa großes Enzym, das aus 14 Proteinuntereinheiten (Polypeptiden) besteht. Seine Kristallstruktur in der Hefe Saccharomyces cerevisiae wurde 2013 mit einer Auflösung von 2,8 Å gelöst. Zwölf seiner Untereinheiten haben identische oder verwandte Gegenstücke in der RNA-Polymerase II und der RNA-Polymerase III (Pol III). Die beiden anderen Untereinheiten sind mit den Initiationsfaktoren von Pol II verwandt und haben strukturelle Homologe in Pol III.
Die Transkription der ribosomalen DNA ist auf den Nucleolus beschränkt, wo etwa 400 Kopien des 42,9-kb-rDNA-Gens vorhanden sind, die als Tandemwiederholungen in Nukleolusorganisatorregionen angeordnet sind. Jede Kopie enthält eine ~13,3 kb große Sequenz, die für die 18S-, die 5,8S- und die 28S-RNA-Moleküle kodiert, die mit zwei internal transcribed spacer, ITS1 und ITS2, verschränkt sind und stromaufwärts von einem externen transkribierten 5'-Spacer und einem stromabwärts gelegenen externen transkribierten 3'-Spacer flankiert werden. Diese Komponenten werden zusammen transkribiert, um die 45S pre-rRNA zu bilden. Die 45S pre-rRNA wird dann posttranskriptiv durch C/D-Box- und H/ACA-Box-snoRNAs gespalten, wobei die beiden Spacer entfernt werden und die drei rRNAs durch eine komplexe Reihe von Schritten entstehen. Die 5S ribosomale RNA wird durch Pol III transkribiert. Aufgrund der Einfachheit der Pol-I-Transkription ist sie die am schnellsten arbeitende Polymerase und trägt in exponentiell wachsenden Zellen bis zu 60 % zur zellulären Transkription bei.
In Saccharomyces cerevisiae (auch Bierhefe genannt) hat die 5S rDNA die ungewöhnliche Eigenschaft, innerhalb der rDNA-Wiederholung zu liegen. Sie wird von den nicht transkribierten Spacern NTS1 und NTS2 flankiert und wird von Pol III getrennt vom Rest der rDNA rückwärts transkribiert.

## Regulierung der rRNA-Transkription
Die Geschwindigkeit des Zellwachstums hängt direkt von der Geschwindigkeit der Proteinsynthese ab, die wiederum eng mit der Ribosomensynthese und der rRNA-Transkription verbunden ist. Daher müssen intrazelluläre Signale die rRNA-Synthese mit der Synthese anderer Komponenten der Proteintranslation koordinieren. Es ist bekannt, dass MYC an die menschliche ribosomale DNA bindet, um die rRNA-Transkription durch die RNA-Polymerase I zu stimulieren. Es wurden zwei spezifische Mechanismen identifiziert, die eine ordnungsgemäße Kontrolle der rRNA-Synthese und der Pol I-vermittelten Transkription gewährleisten.
Angesichts der großen Anzahl von rDNA-Genen (mehrere Hundert), die für die Transkription zur Verfügung stehen, beinhaltet der erste Mechanismus eine Anpassung der Anzahl der Gene, die zu einem bestimmten Zeitpunkt transkribiert werden. In Säugetierzellen variiert die Zahl der aktiven rDNA-Gene je nach Zelltyp und Differenzierungsgrad. Im Allgemeinen benötigt eine Zelle mit zunehmender Differenzierung weniger Wachstum und hat daher einen Rückgang der rRNA-Synthese und der transkribierten rDNA-Gene zu verzeichnen. Wenn die rRNA-Synthese stimuliert wird, bindet SL1 (Selektivitätsfaktor 1) an die Promotoren von rDNA-Genen, die zuvor stumm waren, und rekrutiert einen Prä-Initiationskomplex, an den Pol I bindet und die Transkription der rRNA startet.
Veränderungen in der rRNA-Transkription können auch über Veränderungen der Transkriptionsrate erfolgen. Der genaue Mechanismus, durch den Pol I seine Transkriptionsrate erhöht, ist zwar noch unbekannt, aber es hat sich gezeigt, dass die rRNA-Synthese zunehmen oder abnehmen kann, ohne dass sich die Zahl der aktiv transkribierten rDNA ändert.